# Justin Gensoul
Pour les articles homonymes, voir Gensoul.
Marie Alexis Justin Gensoul de Monchy, né le 22 février 1781 à Connaux et mort le 25 février 1848 à Semur-en-Auxois, est un auteur dramatique et chansonnier français.

## Biographie
Justin Gensoul est le fils d'Alexis Gensoul (1740-1793), député du Gard à l'Assemblée législative et maire de Connaux, et de Marie-Anne Laurence de La Fabrègue. Il est le cousin germain de Joseph Gensoul et le neveu d'Antoine-Joseph Augier.
Gensoul a également signé des œuvres sous son seul prénom « Justin ».
À son décès, il est qualifié d'homme de lettres et ancien employé à la direction générale des Postes.

## Œuvres
- L'Aigle et la Colombe, 1811 ;
- Arlequin à Alger, comédie-parade en 1 acte et en vaudevilles, avec Rougement, Paris, Vaudeville, 25 avril 1807 ;
- Le Baiser au porteur, vaudeville en 1 acte avec Scribe et de Courcy, 1824 ;
- Blanche ;
- Chacun son tour, opéra en 1 acte... musique de Solié ;
- Le Congé, ou la Veille des noces, comédie-vaudeville en 1 acte et en prose, avec Rougement, Paris, Vaudeville, 15 mars 1810 ;
- Le Coureur d'héritages, comédie en 3 actes et en vers ;
- Les Deux Mousquetaires, ou la Robe de chambre, opéra-comique en 1 acte. avec J.-C. Vial. Musique de M. Berton... Paris, Opéra-comique, 22 décembre 1824 ;
- Le Français à Venise, opéra-comique en 1 acte. Musique de M. Nicolo, de Malthe... Paris, Opéra-comique, 14 juin 1813 ;
- Lord Davenant, drame en 4 actes et en prose, avec J.-B.-C. Vial et Milcent... Paris, Théâtre-français, 8 octobre 1825 ;
- Mon premier pas, 1803 ;
- Nadir et Sélim, ou les Deux Artistes, opéra-comique en 3 actes. Musique de M. Romagnesi, Paris, Opéra-comique, 27 juillet 1822 ;
- Philocles, opéra en 2 actes... musique de Dourlen, 1806 ;
- Le Projet singulier, comédie en 1 acte et en vers, Paris, Théâtre de l'Impératrice, 2 germinal an XIII ;
- Prologue pour l'ouverture du nouveau théâtre de Semur ;
- Société d'émulation de Cambrai. Concours de poésie. [Épître sur le théâtre, par M. Justin Gensoul. Le Fugitif, par S. Henri Berthoud. Sur l'entrée de S. A. R. Mgr le duc d'Angoulême en Espagne, par M. Alphonse Flavol.] Séance publique du 16 août 1823 ;
- Le Tardif, comédie en 1 acte et en vers, Paris, Théâtre-français, 8 décembre 1824 ;
- Le Valet intrigué, comédie en prose, Paris, Odéon, 10 mars 1812.

## Quelques chansons
- Le Baiser du matin[1]
- La Table[2]
- L'Angélus[3].
- Le Bon Mari[4]
- Le Premier Voyage[5]